# Ingrid Sander
Ingrid Sander Wunsch (Caracas, 12 marzo 1937) è un'ex schermitrice venezuelana.

## Biografia
Ha partecipato ai Giochi della XVII Olimpiade di Roma nel 1960.

## Palmarès
In carriera ha conseguito i seguenti risultati:
- Giochi Panamericani:

Chicago 1959: bronzo nel fioretto a squadre.